# Мартинс, Тиаго (футболист, 1976)
Тиаго Кривеллари Мартинс (порт.-браз. Thiago Crivellari Martins; 4 сентября 1976, Сан-Паулу) — бразильский футболист, нападающий.

## Биография
Мартинс родился в восточной части Сан-Паулу, Бразилия. Иммигрировал в США в возрасте 19 лет, имея менее 1000 долларов в кармане и почти не говоря по-английски. Добрался до Санта-Барбары, штат Калифорния, где у него закончились деньги, и он три месяца жил бездомным. Однажды встретил членов семьи Торрес, которые организовывали турнир по пляжному футболу. Попросился играть и помог их команде выиграть все игры. Даниэль Торрес предложил Мартинсу жильё и помог найти работу.
Играя в воскресной лиге, Мартинс был замечен Тимом Вом Стигом, который тренировал футбольную команду в Городском колледже Санта-Барбары. Поступил в колледж и совмещал занятия с игрой в футбол в течение двух лет, с 1997 по 1998 год. В 1999 году Вом Стиг был назначен главным тренером футбольной команды Калифорнийского университета в Санта-Барбаре и Мартинс проследовал за ним. В сезоне 1999 сыграл только в 11 матчах из-за травмы ноги, забил шесть голов и отдал две голевые передачи. В сезоне 2000 принял участие в 18 матчах, забил шесть голов, отдал две голевые передачи и был включён в первую символическую сборную Конференции Большого Запада.

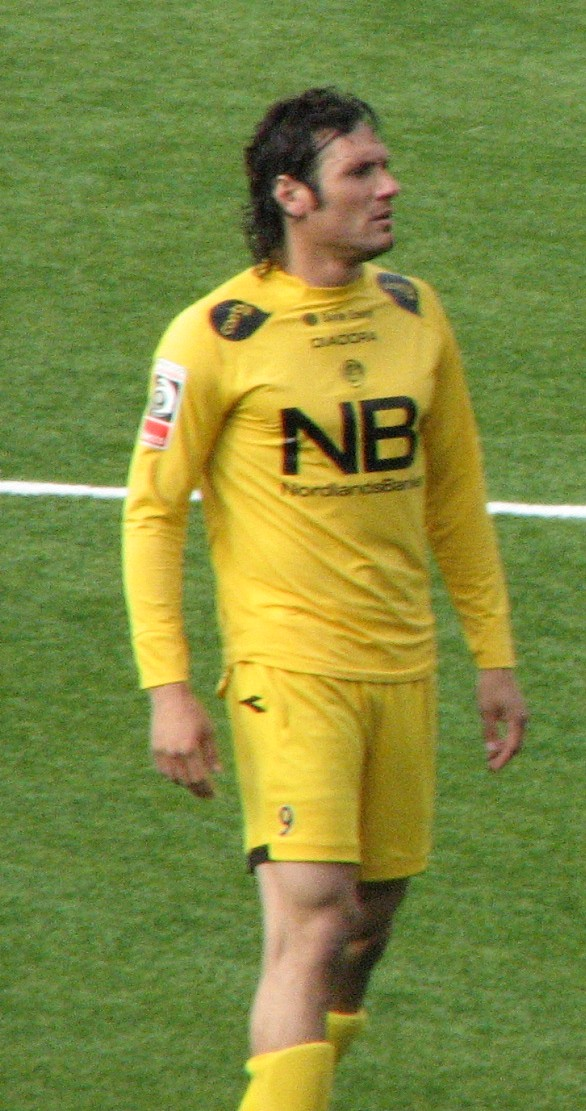
Мартинс в составе «Будё-Глимта» (июнь 2007)

8 февраля 2001 года на Драфте Эй-лиги Мартинс был выбран во втором раунде под общим 56-м номером клубом «Сан-Диего Флэш». За клуб, переименованный в «Сан-Диего», забил три гола и отдал четыре голевые передачи в 20 матчах. Мартинс остался без клуба после того, как по окончании сезона 2001 «Сан-Диего» прекратил существование.
5 декабря 2001 года Мартинс подписал контракт с клубом «Миннесота Тандер». Дебютировал за «Тандер» 27 апреля 2002 года в матче стартового тура сезона против «Эль-Пасо Пэтриотс». 1 июня в матче против «Калгари Сторм» забил свой первый гол за «Тандер». 28 июня Мартинс расстался с «Миннесотой Тандер». За клуб забил два гола в 11 матчах.
25 июля 2002 года Мартинс подписал контракт с клубом «Питтсбург Риверхаундс». 4 августа в матче против «Индиана Бласт» забил свои первые голы за «Риверхаундс», оформив дубль. 1 сентября в матче заключительного тура сезона против «Цинциннати Риверхокс» оформил покер. Всего в сезоне 2002 за «Риверхаундс» забил восемь мячей за 577 минут в восьми матчах. 12 февраля 2003 года Мартинс перезаключил контракт с «Питтсбург Риверхаундс». В сезоне 2003 забил 22 мяча и отдал семь результативных передач в 25 матчах, став лучшим бомбардиром чемпионата, за что был признан самым ценным игроком Эй-лиги и был включён в первую символическую сборную Эй-лиги.
11 сентября 2003 года Мартинс перешёл в клуб MLS «Ди Си Юнайтед». В высшей лиге дебютировал 25 сентября в матче против «Метростарз». Всего за вашингтонский клуб до конца сезона 2003 сыграл в пяти матчах. 2 декабря на тренировке порвал переднюю крестообразную связку левого колена, из-за чего выбыл из строя на шесть месяцев. Вернувшись к полноценным тренировкам, 8 июня 2004 года повторно травмировал колено, в результате чего пропустил весь сезон.
19 ноября 2004 года на Драфте расширения MLS Мартинс был выбран клубом «Чивас США». 2 апреля 2005 года сыграл в матче стартового тура сезона против своего клуба «Ди Си Юнайтед», ставшем для «Чивас США» дебютом в MLS. 9 апреля в матче второго тура сезона против «Сан-Хосе Эртквейкс» он забил первый гол в истории «Чивас США». В течение сезона 2005 забил ещё два гола.
30 января 2006 года «Чивас США» обменял Мартинса с распределительными средствами «Метростарз» на Анте Разова. За клуб, переименованный в «Нью-Йорк Ред Буллз», он провёл только одну игру, 15 апреля против «Реал Солт-Лейк», выйдя на замену на 79-й минуте вместо Юрия Джоркаеффа.
21 апреля 2006 года «Нью-Йорк Ред Буллз» обменял Мартинса с двумя драфт-пиками «Колорадо Рэпидз» на Жан-Филиппа Пегеро. За «Рэпидз» он дебютировал 29 апреля в матче против «Хьюстон Динамо», выйдя на замену вместо Джована Кировски на 83-й минуте. 9 августа в дерби против «Реал Солт-Лейк», Кубке Скалистых гор, забил свой первый гол за «Рэпидз». 14 октября в матче против «Хьюстон Динамо» оформил дубль.
В декабре 2006 года Мартинс присоединился к клубу первого дивизиона Норвегии «Будё-Глимт», подписав однолетний контракт с возможностью продления ещё на два года. За «Будё-Глимт» дебютировал 9 апреля 2007 года в матче стартового тура сезона против «Хёнефосса». 15 апреля в матче против «Мандалскамератене» забил свои первые голы за «Будё-Глимт», сделав дубль. 28 апреля в матче против «Шейда» оформил хет-трик. 17 июля спортивный директор «Тромсё» Мортен Кремер сообщил о том, что Мартинс подписал трёхлетний контракт с клубом, вступающий в силу с 1 января 2008 года. Однако, 18 июля Мартинс подписал новый трёхлетний контракт с «Будё-Глимтом», рассчитанный до 2010 года. Закончил сезон 2007 с 17 голами, став вторым лучшим бомбардиром первого дивизиона, а также забил в первом матче плей-офф против «Одд Грёнланна» 8 ноября, и тем самым помог «Будё-Глимту» вернуться в высший дивизион. Свой дебют в высшей лиге Норвегии, 30 марта 2008 года в матче стартового тура сезона против «Хамаркамератене», отметил голом. В конце 2010 года Мартинс покинул «Будё-Глимт» в связи с истечением срока контракта.

## Достижения
Личные
- Лучший бомбардир Эй-лиги[англ.]: 2003 (22 гола)
- Самый ценный игрок Эй-лиги[англ.]: 2003
- Член первой символической сборной Эй-лиги[англ.]: 2003